# Act Your Age
Act Your Age är det amerikanska punkrockbandet Home Growns andra studioalbum, utgivet 1998 på Outpost Recordings.

## Låtlista
1. "Nowhere Slow" (Lohrbach)
2. "All That You Have" (Lohrbach)
3. "She's Anti" (Tran)
4. "Surfer Girl" (Lohrbach)
5. "Last Nite Regrets" (Tran)
6. "Suffer" (Lohrbach)
7. "Your Past" (Tran)
8. "Grow Up" (Lohrbach)
9. "Piss Off" (Tran)
10. "Let Go" (Lohrbach)
11. "Bad News Blair" (Tran)
12. "Kids" (Lohrbach)
13. "Wow, She Dumb" (Tran)
14. "Envy Me" (Tran)
15. "Reflections" (Lohrbach) / "Too Many Stops"

### Fotnoter
1. ↑  ”Act Your Age”. Discogs.com. http://www.discogs.com/Home-Grown-Act-Your-Age/release/2746806. Läst 26 april 2012.